# Оноріно Ланда
Оноріно Ланда (ісп. Honorino Landa, 1 червня 1942, Пуерто-Наталес — 30 травня 1987, Сантьяго) — чилійський футболіст, що грав на позиції півзахисника. По завершенні ігрової кар'єри — тренер.
Виступав, зокрема, за клуб «Уніон Еспаньйола», а також національну збірну Чилі, у складі якої став бронзовим призером чемпіонату світу 1962 року.

## Клубна кар'єра
У дорослому футболі дебютував 1959 року виступами за команду «Уніон Еспаньйола», вихованцем якої і був, в якій провів шість сезонів. Виступаючи за «латиноамериканців», йому вдалося стати найкращим бомбардиром у Прімері 1961 року з 24 голами, разом з Карлосом Кампосом з «Універсідад де Чилі». По завершенні сезону 1965 року Ланда покинув клуб через конфлікт з керівництвом.
Згодом Ланда виступав за «Грін Кросс», після чого перейшов у «Депортес Магальянес», де провів сезон 1968, який виявився невдалим для гравця, оскільки після третього зіграного матчу він отримав травму, залишаючись поза грою приблизно на два місяці.
У 1969 році він повернувся до рідного клубу «Уніон Еспаньйола», де провів наступний сезон і надалі грав за команди «Депортес Ла-Серена» та «Уачіпато». В 1973 році Оноріно третє за кар'єру повернувся дол рідного «Уніон Еспаньйола» і того ж року він завоював з командою титул чемпіона.
Завершив ігрову кар'єру у команді «Депортес Авіасьйон», за яку виступав протягом 1974 року.

## Виступи за збірну
12 жовтня 1961 року дебютував в офіційних іграх у складі національної збірної Чилі в товариському матчі проти збірної Уругваю, який завершився з рахунком 2:3 на користь уругвайців.
Наступного року був у заявці команди на домашньому чемпіонаті світу 1962 року, де він зіграв у п'яти з шести матчів національної збірної, пропустивши лише виграну гру за третє місце проти Югославії, яке принесло його команді бронзові нагороди турніру, оскільки в попередньому матчі проти Бразилії, програному півфіналі, був вилучений з поля.
Згодом у складі збірної був учасником наступного чемпіонату світу 1966 року в Англії. У цьому змаганні він відіграв дві гри, друга з яких стала останньою у футболці збірної, 20 липня 1966 року проти СРСР (1:2)
Загалом протягом кар'єри у національній команді, яка тривала 6 років, провів у її формі 25 матчів, забивши 5 голів.

## Кар'єра тренера
Після виходу на пенсію він працював тренером, очоливши в 1982 році «Уніон Еспаньйола», замінивши на посаді головного тренера Ніколаса Новелло. У середині сезону 1983 року його замінив на посаді Умберто Крус.
Оноріно Ланда помер за два дні до свого 45-річчя, 30 травня 1987 року, в лікарні Баррос Луко-Трюдо у місті Сантьяго від раку. 28 червня того ж року в пам'ять про футболіста та тренера був зіграний Кубок Оноріно Ланди між командами «Універсідад Католіка» і «Уніон Еспаньйола» (3:0).

## Титули і досягнення

### Командні
- Чемпіон Чилі (2):

«Уніон Еспаньйола»: 1973
- Бронзовий призер чемпіонату світу: 1962

### Особисті
- Найкращий бомбардир чемпіонату Чилі (1): 1961 (24 голи)